# Международная церковь четырёхстороннего Евангелия
Международная церковь четырёхстороннего Евангелия — христианская пятидесятническая церковь. В США объединяет почти 2 тыс. церквей и 350 тыс. верующих. За пределами США, в 129 странах мира церковь насчитывает ещё 65 тыс. церквей и 7,2 млн верующих.
Название церкви на русский язык иногда переводят как «Международная церковь четырёхугольного Евангелия», реже — «Международная церковь квадратного Евангелия».
Церковь является активным участником Всемирного пятидесятнического братства. Штаб-квартира движения находится в Лос-Анджелесе.

## История
Церковь была основана Эми Семпл Макферсон — одной из самых видных христианских женщин-служителей XX века. Датой основания церкви считается 1927 год, хотя самостоятельное служение «сестры Эми» началось гораздо ранее. В июне 1915 года Макферсон произнесла первую проповедь в Онтарио, Канада; в 1917 году она перебирается в Лос-Анджелес, ставший центром её деятельности. 1 января 1923 года в Лос-Анджелесе ею был открыт грандиозный Храм Ангелов, вмещавший 5300 человек. Храм стал центром международного служения, а в 1992 году был объявлен национальным историческим памятником США. В 1925 году церковь запускает собственную радиостанцию, в 1926 году — библейский колледж.
В 1948 году церковь четырёхстороннего Евангелия, Ассамблеи Бога, Пятидесятническая церковь святости и Церкви открытого библейского стандарта создали Братство пятидесятников Северной Америки (см. Пятидесятники в США).

## Руководство
Международной церковью четырёхстороннего Евангелия руководит совет директоров под управлением президента церкви. Первым президентом была основательница церкви Эми Семпл Макферсон, которая руководила движением вплоть до своей смерти в 1944 году. После смерти Макферсон президентом церкви стал её сын — Рольф Кеннеди Макферсон, управлявший союзом 44 года.
Третьим президентом был д-р Джон Холланд (в 1988—1997 гг.). Д-р Гарольд Хэлмс служил временным руководителем в 1997-98 гг. Его сменил д-р Пауль Райссер (1998—2004) и д-р Джек Хейфорд (2004—2009). С июня 2009 года Международной церковью четырёхстороннего Евангелия руководит Гленн Баррис-младший.

## Распространение
Уже в 1923 году Эми Семпл Макферсон открыла дочерние церкви в городе Лонг-Бич, Калифорния. В 1927 году церковь отправила первого зарубежного миссионера на Филиппины. В следующем году была начата миссионерская работа в Панаме. В 1929 году миссионеры церкви прибыли в ЮАР.
Для проповеди в США широко использовалось радио. Иногда пригласительные листовки разбрасывались с самолёта. Существовал план (хотя трудно сказать, относились ли к нему серьёзно) пролететь на самолёте над территорией СССР, разбрасывая листовки, призывающие большевиков обратиться к Богу.
Греция стала первой европейской страной, где была образована церковь четырёхстороннего Евангелия (в 1952 году). Крупнейшим филиалом церкви является Бразильский союз церквей четырёхстороннего Евангелия (ранее — Национальный крестовый поход евангелизации), который насчитывает 1,8 млн верующих.

### Статистика по регионам
В таблице представлена статистика церкви по регионам (без США):
| Название региона             | Стран | Церквей | Членов  |
| ---------------------------- | ----- | ------- | ------- |
| Америка                      | 26    | 17578   | 3550710 |
| Европа                       | 25    | 351     | 17330   |
| Африка и Ближний Восток      | 48    | 6342    | 415600  |
| Азия                         | 18    | 18249   | 805291  |
| Юго-восточная Азия и Океания | 12    | 22576   | 2409585 |

## Вероучение и богослужебная практика
Международная церковь четырёхстороннего Евангелия — протестантская церковь, которая относится к пятидесятническим церквам двух благословений. Доктринальные положения церкви выражены в Декларации веры, выработанной Эми Семпл Макферсон. Церковь верит в богодухновенность Библии, триединство Бога и божественность Христа. Среди таинств, церковь признает водное крещение и вечерю Господню. Большое внимание в церкви придаётся крещению Святым Духом. Физическим знамением духовного крещения считается дар говорения на иных языках.
Миссионерская деятельность церкви осуществляется за счёт добровольных пожертвований прихожан.

### Название церкви
В 1922 году Макферсон разработала уникальную презентацию пятидесятнического учения, названную «четырёхсторонним Евангелием». Название церкви указывает на четыре стороны служения Иисуса Христа — Спасителя, крестящего Духом Святым, Исцелителя и грядущего Царя.